# 汾阳宫遗址
汾阳宫遗址，位于山西省忻州市宁武县余庄乡天池，是中华人民共和国文物保护单位之一。
汾阳宫是隋炀帝时所建离宫。故址在今山西省宁武县西南管涔山上。《说郛》卷五七引隋杜宝《大业杂记》：“﹝大业二年﹞七月，﹝煬帝﹞自江都还洛阳，敕于汾州西北四十里临汾水起汾阳宫，即管涔山河源所出之处。当盛暑日，临河盥漱，即凉风凛然如八九月。”
2004年6月10日，授予山西省文物保护单位，是一座古遗址。2019年10月7日入选第八批全国重点文物保护单位。